# 察必皇后
察必皇后（？—1281年3月20日），弘吉剌氏，是元世祖忽必烈的皇后（第一繼室），屬第二斡耳朵，生四子，分別為長子朵兒只、次子太子真金、三子安西王忙哥剌、四子歸定王那木罕。是忽必烈妻子当中唯一在太庙中立有牌位的女人，與忽必烈感情深厚。

## 生平
出生年份没有记载。她是忠武王按陳那顏和濟寧王妃哈真的女儿。1260年立为皇后，至元十年（1273年）十月受皇后策寶（元世祖以後只有得到策寶的皇后才算正宮皇后），上尊号贞懿昭圣顺天睿文光应皇后。于至元十八年农历二月二十九乙未日（1281年3月20日）去世。
其孙元成宗即位后谥为昭睿顺圣皇后，五月，追谥昭睿顺圣皇后，其册文曰：「奉先思孝，臣子之至情；节惠易名，古今之大典。惟殷娥有明德之号，而周任著《思齐》之称。爰考旧章，式崇尊谥。恭惟先皇后，厚德载物，正位承天。隆内治于公宫，纲大伦于天下。曩事龙潜之邸，及乘虎变之秋。鄂渚班师，洞识事机之会；上都践祚，居多辅佐之谋。先物之明，独断于衷；进贤之志，允叶于上。左右我圣祖，建帝王之极功；抚育我前人，嗣社稷之重托。臣下之劝劳灼见，生民之疾苦周知。俪宸极二十年，垂慈范千万世。惟全美圣而益圣，宜显册书而屡书。不胜惓藐恳恳之诚，敬展尊尊亲亲之义，以扬盛烈，以对耿光。谨遣某官某奉玉册玉宝，上尊谥曰昭睿顺圣皇后。钦惟淑灵在天，明鉴逮下。增辉炜管，茂扬徽懿之音；合飨太宫，益衍寿昌之福」，升祔世祖庙。
史载她生性仁明，随事讽谏，多裨时政，同时又勤俭自律，事事用心，並经常在不同场合，以不同方式劝谏忽必烈，给他提醒。曾经将宣徽院废置的羊前腿皮收集起来缝为地毯，又带宫人把废弓弦加工编织成布匹。有次忽必烈打猎回来，抱怨太阳刺眼，察必皇后将传统的帽子加上前檐以遮阳。她又创制了一种有裳无衽无领无袖，前短后长的上衣，以便骑射穿着，称为“比甲”。
察必皇后的性格善良。1276年2月4日，元军攻占南宋都城临安，俘虏宋恭帝和谢太后。满朝庆祝的时候察必皇后却很感伤。忽必烈询问，她说：“妾闻自古无千岁之国，毋使吾子孙及此，则幸矣。”忽必烈将宋府库的宝物展览并让宫人分享，她又说：“宋人贮蓄以遗其子孙，子孙不能守，而归于我，我何忍取一物耶！”宋恭帝的母亲全皇后被俘到大都后，水土不服。察必皇后出于同情，多次向忽必烈请求让她回江南。被忽必烈斥责缺乏远虑（全氏在南方可能被反元势力所用），仅建议察必皇后对之关心体恤。

## 相關影視作品
- 電視劇中，察必皇后的扮演者
  - 《再生緣》（2002年）羅蘭
  - 《忽必烈傳奇》（中國內地電視劇）（2013年）佘詩曼
  - 《馬可·波羅》 （美國 Netflix 英語電視劇）（2014年）陳冲

| 前任者： 也速儿     | 蒙古皇后 1260年－1271年 | 繼任者： 南必皇后 |
| 前任者： 南宋全皇后 | 元朝皇后 1271年－1281年 | 繼任者： 南必皇后 |